# Segle XIII aC
El segle XIII aC és una època de l'edat antiga caracteritzada pel domini d'Assíria, Egipte i Micenes a les seves respectives àreees d'influència, al mateix temps que creixen les zones del planeta habitades.

## Política
Egipte, amb la Dinastia XIX i sobretot el regnat de Ramsès II, assoleix noves quotes de poder, malgrat la puixança dels hitites, amb els quals signa el primer tractat de pau conegut el 1274 aC, després de la batalla de Cadeix, considerada una de les més grans de l'antiguitat. A Assíria cal destacar el regnat de Salmanassar I, qui va derrotar Mittani. La Guerra de Troia podria haver tingut lloc per aquestes dates. Dos nous pobles que tindran un paper rellevant en el futur, els doris i els filisteus, s'instal·len a Grècia i Palestina respectivament. Comença la colonització de la Polinèsia, amb la qual cosa tots els continents, tret de l'Antàrtida, estan habitats per humans.

## Economia i societat
Els pobles de Palestina van intensificar el comerç amb altres civilitzacions del nord i de l'oest, fent de pont amb els rics pobles del sud-est. Micenes va convertir-se en el principal exportador de teixits, decorats profusament, que s'usaven als palaus i cases dels nobles de diversos estats. Els habitatges de la gent més rica imitaven l'arquitectura i ornamentació d'aquests palaus, incloent una sala d'audiències on la família rebia visites.

## Invencions i descobriments
S'inventa la llança llarga, que esdevindrà una de les armes més usades a l'Antiga Grècia. El desenvolupament de la indústria del ferro facilita la creació massiva d'armes i eines més resistents.

## Art, cultura i pensament
S'il·lustren alguns manuscrits del Llibre dels Morts encara conservats. A Ugarit es recopila una important biblioteca amb els textos cabdals de la literatura mesopotàmica.
Segons la Bíblia, Moisès va encarar-se al faraó egipci Ramsès II i després d'enviar-li set plagues va aconseguir que alliberés els israelites, que treballaven com a esclaus. La cronologia històrica difereix segons les fonts usades per datar l'èxode.